# Thomas Durand Baker
Sir Thomas Durand Baker, KCB (* 23. März 1837 in Court of Hill, Shropshire; † 9. Februar, 1893 in Pau, Département Pyrénées-Atlantiques, Frankreich) war ein britischer Offizier der British Army, der unter anderem als Generalmajor zwischen 1884 und 1887 Generaladjutant der Britisch-Indischen Armee (British Indian Army) sowie als Generalleutnant von 1890 bis zu seinem Tode 1893 Generalquartiermeister (Quartermaster-General to the Forces) war.

## Leben

### Offiziersausbildung, Krimkrieg, indischer Aufstand und Neuseelandkriege

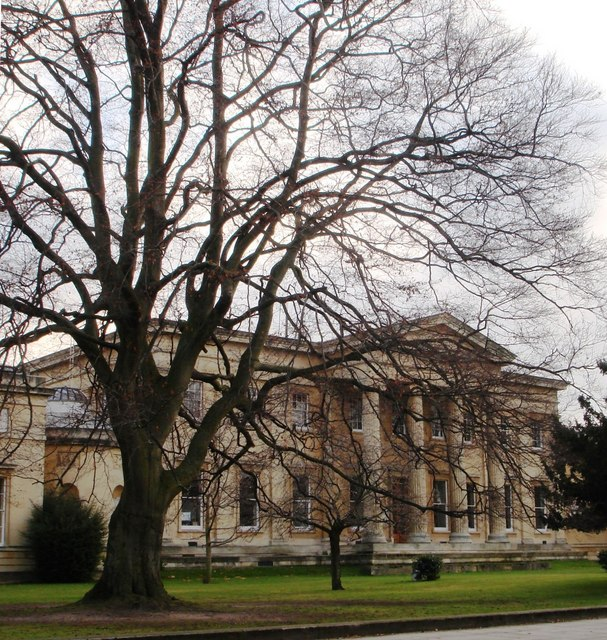
Thomas Durand Baker absolvierte seine schulische Ausbildung am renommierten Cheltenham College.

Thomas Durand Baker, Sohn des Geistlichen Reverend John Durand Baker (1803/4–1866), Vikar von Bishop’s Tawton in North Devon, und dessen Ehefrau Sarah Georgiana Fowler († 1848), absolvierte seine schulische Ausbildung am renommierten Cheltenham College. Er trat am 18. August 1854 als Fähnrich (Ensign) in das Infanterieregiment 18th (Royal Irish) Regiment of Foot ein und nahm während des Krimkrieges mit seinem Regiment ab dem 30. Dezember 1854 an der Belagerung von Sewastopol teil. Er wurde am 18. Juni 1855 während des Angriffs auf die Redoute von der Festung im Kriegsbericht erwähnt (Mentioned in dispatches) und am 12. Januar 1855 zum Leutnant (Second Lieutenant) befördert. Er war beim Fall der Festung am 8. September 1855 dabei und kehrte im Juli 1856 nach England zurück. Im November 1857 schiffte er sich mit seinem Regiment nach Britisch-Indien ein, um an der Unterdrückung des Indischen Aufstandes von 1857 teilzunehmen, die im Mai 1857 begonnen hatte. Er wurde am 26. Oktober 1858 zum Hauptmann (Captain) befördert und erhielt erfolgreich die Zulassung zum Staff College Camberley, welches er 1862 abschloss.
1863 begleitete Baker das 2. Bataillon des Royal Irish Regiment nach Neuseeland und diente als Assistierender Militärsekretär (Assistant Military Secretary) von Generalleutnant Sir Duncan Alexander Cameron während der Neuseelandkriege im Einsatz bei Rangiriri am 20. November 1863. Er war während des erfolglosen Angriffs auf Orakau am 31. März 1864 Stabsoffizier der Streitkräfte von Generalmajor George Jackson Carey, als er eine der Angriffskolonnen anführte, und war auch anwesend, als sie am 2. April 1864 endgültig erobert wurde. Zugleich fungierte er zwischen dem 20. März 1864 und dem 31. März 1866 als stellvertretender Assistierender Generaladjutant der Streitkräfte (Deputy Assistant Adjutant-General to the Forces) und dann bis Ende April 1867 als Assistierender Generaladjutant. Er nahm in diesen Funktionen an den Feldzügen von Waikato und Wanganui in den Jahren 1864 bis 1866 teil. Für seinen Mut, seine unermüdliche Energie und seinen Eifer in Neuseeland wurde er im Kriegsbericht erwähnt und erhielt die Kampagnenmedaille. Am 21. März 1865 erhielt den Brevet-Rang eines Majors. Nach Beendigung seines Dienstes in Neuseeland wurde er im April 1867 in Melbourne, Victoria, Australien, stationiert, wo er zu einer prominenten Figur in Pferderennkreisen wurde und kurzzeitig den Meister-Hindernisläufer Babbler besaß, der von einem Bekannten aus der Schulzeit von Cheltenham, Adam Lindsay Gordon, geritten wurde.

### Dritter Aschanti-Krieg und Russisch-Osmanischer Krieg

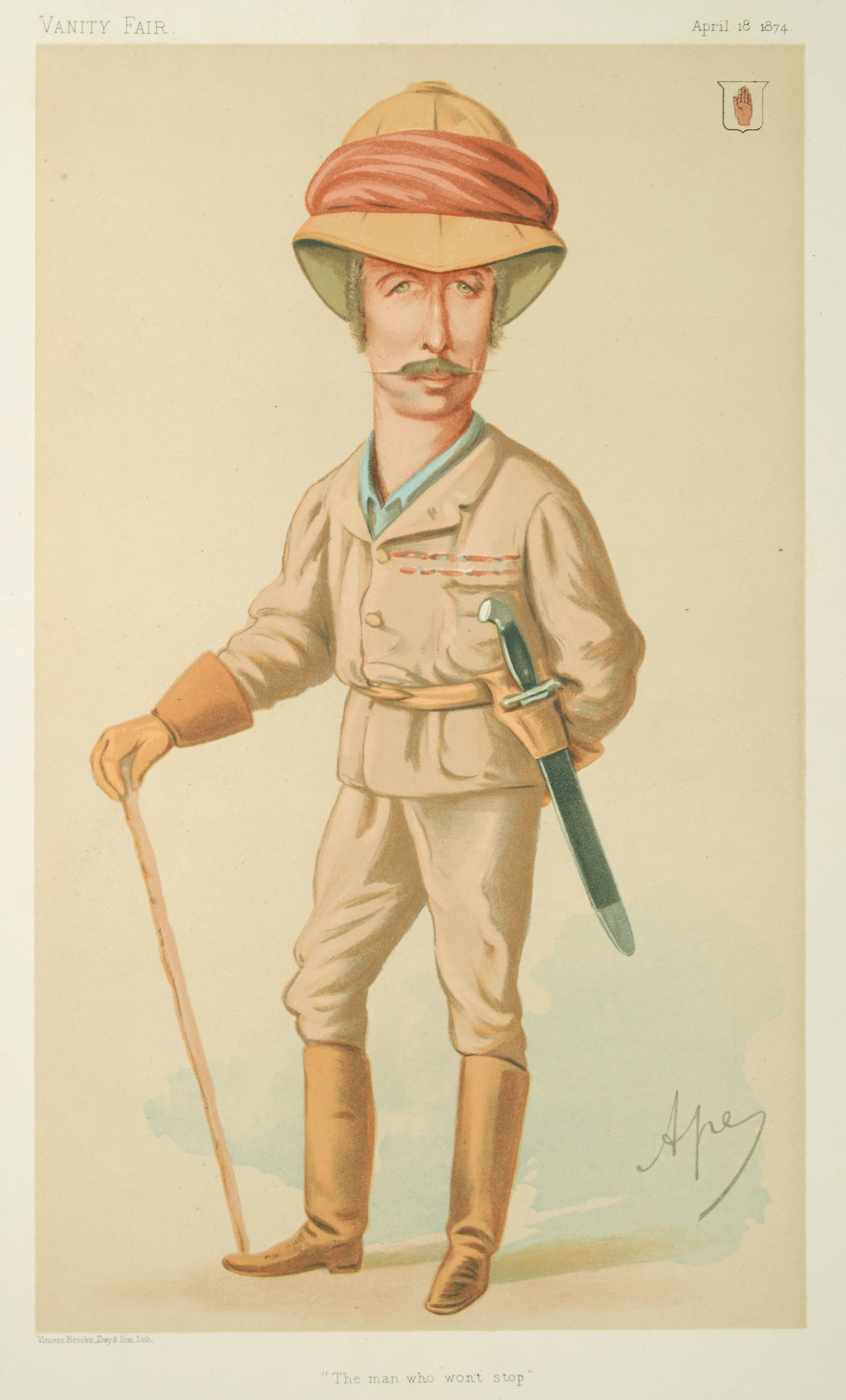
Garnet Wolseley als Men of the Day nach dem Dritten Aschanti-Krieg (Karikatur in Vanity Fair vom 18. April 1874).

Am 2. Oktober 1873 wurde Baker zum Assistierenden Adjutanten und Generalquartiermeister der britischen Truppen in den Dritten Aschanti-Krieg ernannt und begleitete General Sir Garnet Wolseley an die Goldküste. Er diente während des gesamten Feldzugs, nahm an der Schlacht bei Esaman (14. Oktober 1873), der Befreiung von Abrakampa (5. und 6. November 1873), der Schlacht von Amoaful (31. Januar 1874), der Schlacht von Ordahsu und der Einnahme von Kumasi (4. Februar 1874). Neben seinen Aufgaben als Generalquartiermeister übte er vom 14. Oktober 1873 bis 17. Dezember 1874 auch die des Stabschefs der Truppen von General Wolseley aus. Für seine Dienste im Aschantireich wurde er im Kriegsbericht von General Wolseley erwähnt, der seiner unermüdlichen Energie einen Großteil des Erfolgs zuschrieb, der die Operationen begleitet hatte, und die Ansicht zum Ausdruck brachte, dass er „jede Eigenschaft besitze, die für einen Stabsoffizier wertvoll ist“ (‚every quality that is valuable to a staff officer‘). Baker wurde am 1. April 1874 in den Brevet-Rang eines Oberstleutnant (Brevet Lieutenant-Colonel), erhielt die Kampagnen-Medaille mit Spange und wurde zum Companion des Order of the Bath (CB) ernannt.
Nach seiner Rückkehr von der Goldküste wurde Baker am 22. Mai 1874 zum stellvertretenden Assistierenden Generalquartiermeister im Hauptquartier in London und am 10. November 1875 zum Assistierenden Generaladjutanten ernannt. Am 21. April 1877 wurde er zum Adjutanten (Aide-de-camp) von Königin Victoria im Brevet-Rang eines Oberst (Brevet-Colonel) ernannt. Während des Russisch-Osmanischen Krieges (1877 bis 1878) wurde er der Kaiserlich Russischen Armee zugeteilt und war bei den wichtigsten Operationen auf dem Balkan anwesend.

### Verwendungen in Britisch-Indien und Zweiter Anglo-Afghanischer Krieg

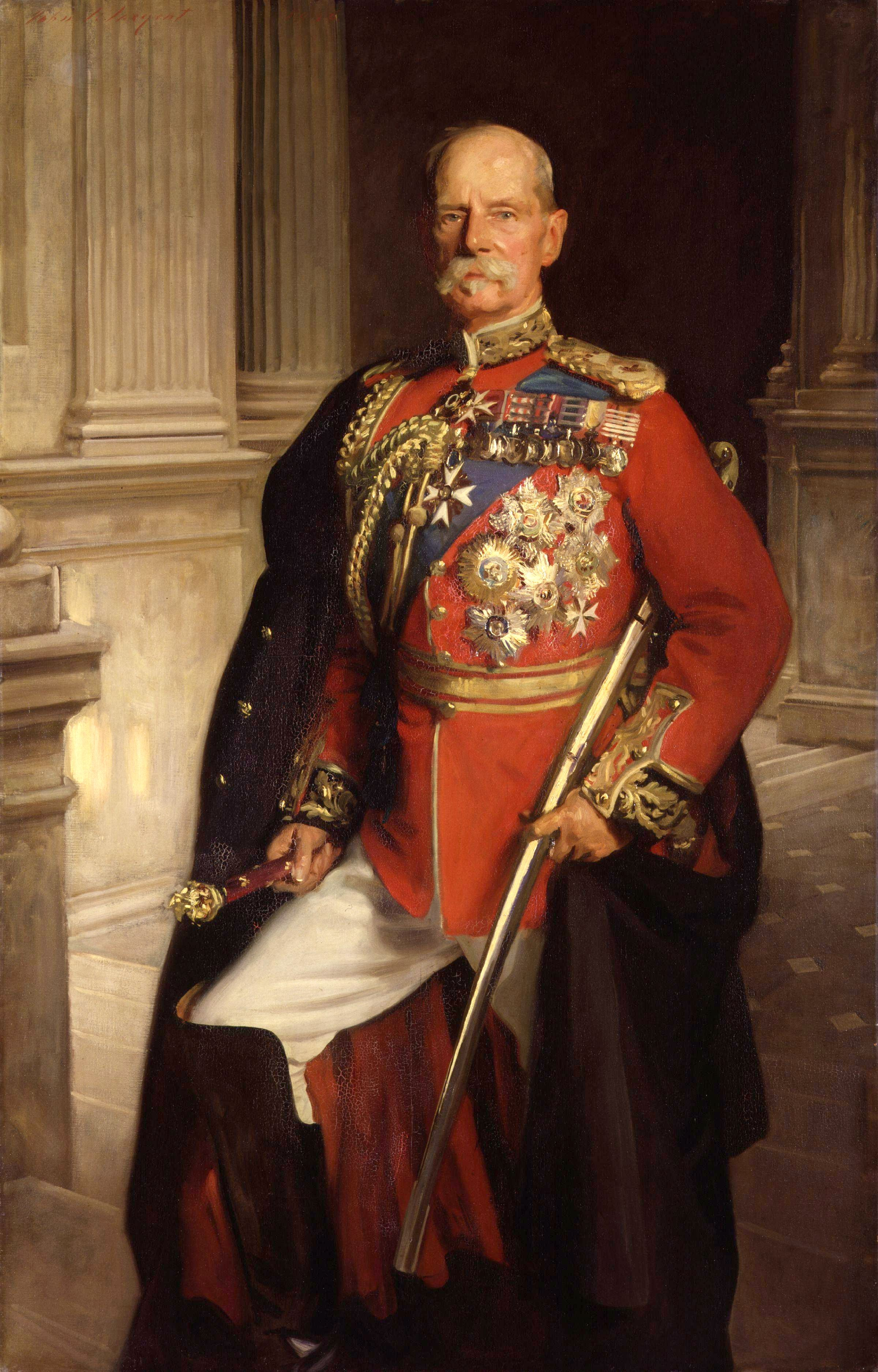
General Sir Frederick Roberts, unter dessen Kommando Baker am Zweiter Anglo-Afghanischen Krieg teilnahm (Gemälde von John Singer Sargent, 1906).

Im November 1878 begleitete Thomas Durand Baker den Generalgouverneur und Vizekönig von Indien Robert Bulwer-Lytton, 2. Baron Lytton als dessen Militärsekretär nach Britisch-Indien. Er war zudem Mitglied der Armeereformkommission (Army Reform Commission), die ernannt wurde, um die Reduzierung der Britisch-Indischen Armee zu prüfen, ohne ihre Effizienz zu beeinträchtigen. Als im September 1879 die Nachricht von der Ermordung von Sir Louis Cavagnari in Kabul Simla erreichte, wurde Sir Frederick Roberts befohlen, nach Kabul vorzurücken, um Vergeltung zu suchen. Roberts forderte Baker auf, den Posten als Kommandeur der 2. Infanteriebrigade zu übernehmen.
Baker begleitete Roberts, als er sich dessen Division im Kurram-Tal wieder anschloss, und war am 19. September 1879 anwesend, als afghanische Truppen Verschanzungen angriffen, die von seiner 2. Infanteriebrigade am Shutar-Gardan-Pass besetzt waren. Bis zum 1. Oktober 1879 war die gesamte Feldstreitmacht von Kabul im Logar-Tal in Afghanistan konzentriert. Am 6. Oktober 1879 befehligte er seine Brigade während der erfolgreichen Schlacht von Charasiab und war anwesend, als Kabul drei Tage später wieder besetzt wurde. Im November 1879 führte er eine Truppe zum Maidan Shahr an der Kabul-Ghazni-Straße, wo er einen afghanischen Angriff abwehrte, bevor er nach Kabul zurückkehrte. Am 8. November 1879 befehligte er eine Truppe, die mit anderen Kolonnen zwischen Arghandeh und Maidan Shahr zusammenarbeitete und versuchte, eine große Ansammlung von Afghanen zu zerstören. Als er jedoch Nachrichten über das Scheitern von Masseys Kolonne hörte, kehrte er nach Kabul zurück. Er griff am 13. Dezember 1879 eine afghanische Truppe an, die den Takht-i-Shah-Hügel besetzte, und griff am folgenden Tag die Koh-e-Asamai-Höhen an, obwohl er bei dieser Gelegenheit von zahlenmäßig überlegenen Feinden zum Rückzug gezwungen wurde. Am 23. Dezember 1879 nahm er an der vollständigen Niederlage und Zerstreuung der afghanischen Streitkräfte teil, die die Verschanzungen von Sherpur angegriffen hatten. Kurz darauf befehligte er eine Expedition, die nach Kohistan vordrang und einen befestigten Posten zerstörte.
Baker befehligte eine Infanteriebrigade der Truppe, mit der Roberts Kabul am 9. August 1880 nach der Ankunft von General Sir Donald Stewart und der Nachricht von der Niederlage in der Schlacht von Maiwand (27. Juli 1880) nach Kandahar verließ, um die bedrängte Garnison zu entlasten. Nach einem dreiwöchigen Marsch nahm Baker am 1. September 1880 eine herausragende Rolle in der Schlacht von Kandahar ein, woraufhin die Stadt entlastet wurde. Anschließend kehrte er nach England zurück. Für seine Verdienste in Afghanistan wurde er abermals im Kriegsbericht erwähnt, erhielt die Feldzugsmedaille mit drei Spangen und einem Bronzestern.

### Erster Burenkrieg, erneuter Einsatz in Britisch-Indien und Aufstieg zum Generalleutnant

Als Nachfolger von General Sir Redvers Buller wurde Generalleutnant Sir Thomas Durand Baker zuletzt 1890 Generalquartiermeister der Streitkräfte (Quartermaster-General to the Forces).

Am 22. Februar 1881 wurde Thomas Durand Baker zum Knight Commander des militärischen Zweiges der Order of the Bath (KCB (Mil)) geschlagen und führte fortan den Namenszusatz „Sir“. Zugleich wurde er am 30. März 1881 unter Sir Frederick Roberts in den vorübergehenden Rang eines Brigadegenerals (Temporary Brigadier-General) berufen, um im Ersten Burenkrieg die Basis und die Kommunikationslinie bei Operationen in der Kolonie Natal zu befehligen, die nach der vorherigen katastrophalen Niederlage in der Schlacht am Majuba Hill (27. Februar 1881) gegen die Buren der Südafrikanischen Republik Transvaal geplant waren. Es wurde jedoch ein Waffenstillstand geschlossen und Baker kehrte im September 1881 nach Großbritannien zurück, ohne einen aktiven Einsatz im Ersten Burenkrieg gehabt zu haben. Am 1. April 1882 wurde er zum Oberstleutnant (Lieutenant-Colonel) befördert, zum stellvertretenden Generalquartiermeister in Irland und am 3. September zum stellvertretenden Generaladjutant in Irland ernannt.
Baker kehrte am 10. Oktober 1884 nach Indien zurück, als er im November 1884 als Nachfolger von Generalmajor Sir George Richards Greaves mit dem örtlichen Rang eines Generalmajors (Local Major-General) zum Generaladjutanten  der Britisch-Indischen Armee (British Indian Army) ernannt wurde. Diesen Posten hatte er bis Februar 1887 inne und wurde daraufhin von Generalmajor Sir William Elles abgelöst. Er nahm am Dritten Anglo-Birmanischen Krieg teil und wurde für seine dortigen Verdienste wieder im Kriegsbericht erwähnt. Er wurde am 1. September 1886 zum Generalmajor (Major-General) befördert und bekleidete dann zwischen Februar 1887 bis März 1888 den Posten als Kommandeur der Division von Allahabad, ehe im Anschluss von März 1888 bis Oktober 1890 Kommandeur der Division von Rawalpindi war.
Anschließend kehrte Baker nach England zurück und wurde am 1. Oktober 1890 als Nachfolger von General Sir Redvers Buller zum Generalquartiermeister der Streitkräfte (Quartermaster-General to the Forces) ernannt. Am 29. April 1891 wurde er zum Generalleutnant auf Zeit (Temporary Lieutenant-General) ernannt und erhielt am 15. Juni 1892 eine Dienstalterspension (a good-service pension) zugesprochen. Während er von seinen Aufgaben im Kriegsministerium beurlaubt war, starb Baker am 9. Februar 1893 nach kurzer Krankheit im Hotel de France in Pau, Frankreich, an Wassersucht. Er wurde am 18. Februar auf dem Friedhof von Bishop’s Tawton in North Devon beigesetzt. Sein Nachfolger als Generalquartiermeister wurde daraufhin General Sir Robert Biddulph abgelöst.

## Hintergrundliteratur
- H. Brackenbury: The Ashanti war, 2 Bände (1874)
- Lord Roberts: Forty-one years in India, 2 Bände (1897)
- J. Belich: The New Zealand wars and the Victorian interpretation of racial conflict (1986)
- B. Robson: The road to Kabul. The Second Afghan War, 1878–1881 (1986)
- T. A. Heathcote: The military in British India. The development of British land forces in south Asia, 1600–1947 (1995)